# Mummental 4 (Quedlinburg)

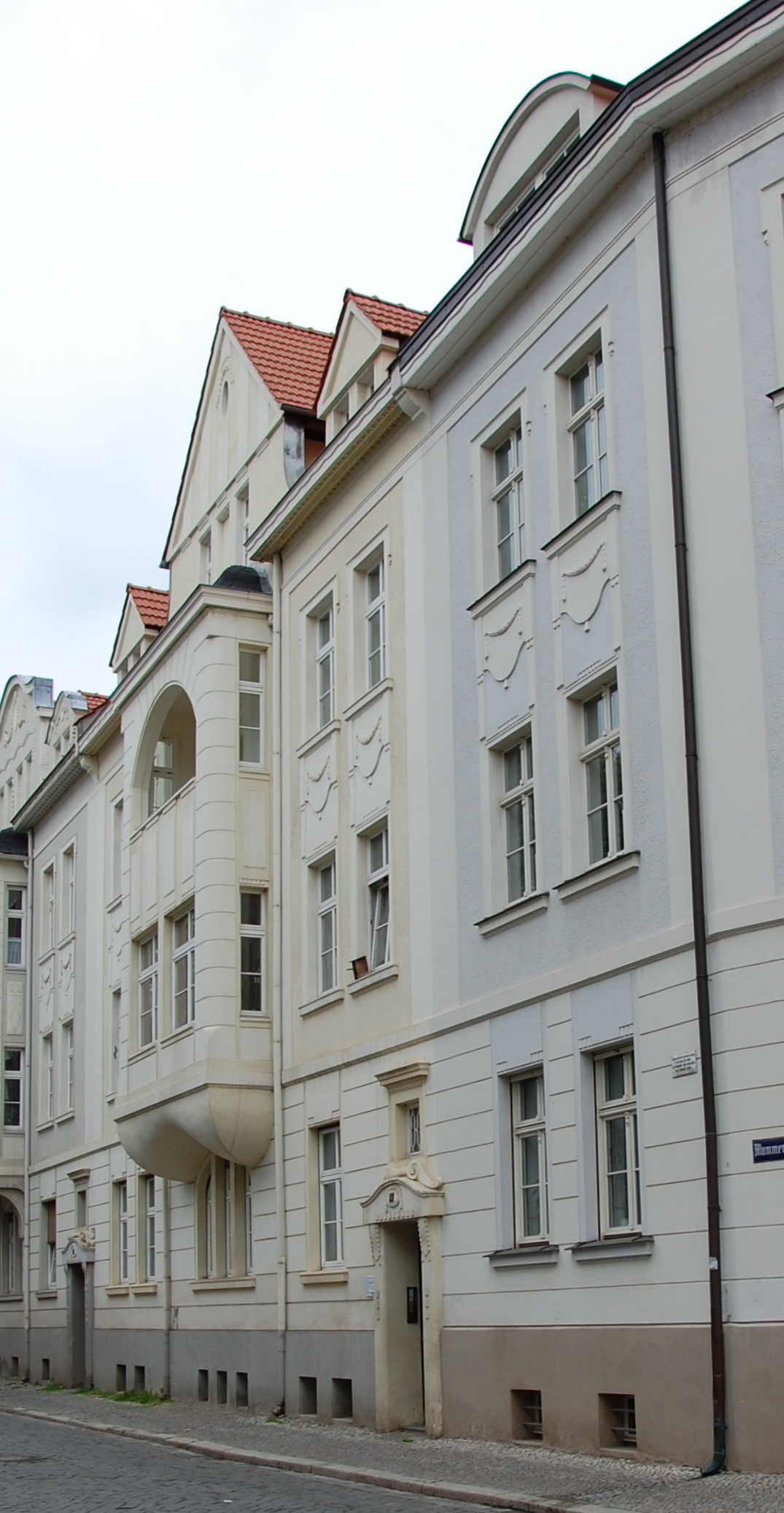
Haus Mummental 4

Das Haus Mummental 4 ist ein denkmalgeschütztes Gebäude in der Stadt Quedlinburg in Sachsen-Anhalt.

## Lage
Es befindet sich im östlichen Teil der historischen Quedlinburger Altstadt. Südlich grenzt das gleichfalls denkmalgeschützte Haus Mummental 3, nördlich das Haus Pölle 38 an.

## Architektur und Geschichte
Das im Stil des Historismus entstandene massive dreigeschossige Wohnhaus wurde in den Jahren 1909/10 gebaut. Es bildet gemeinsam mit den beiden angrenzenden Häusern ein Ensemble.
Ab 1. August 2015 wurde im Erdgeschoß des Gebäudes eine Senioren-Wohngemeinschaft für 4 Personen eingerichtet. Zum 1. März 2016 erfolgte im Erdgeschoss die Einrichtung einer Ferienwohnung für bis zu 10 Personen.
Im örtlichen Denkmalverzeichnis ist das Wohnhaus unter der Nummer 094 45670 als Baudenkmal eingetragen.